# 植田車站 (名古屋市)
植田車站（日语：／ Ueda eki */?）是位於愛知縣名古屋市天白區植田三丁目。為名古屋市營地下鐵鶴舞線的車站之一。車站編號為T17。

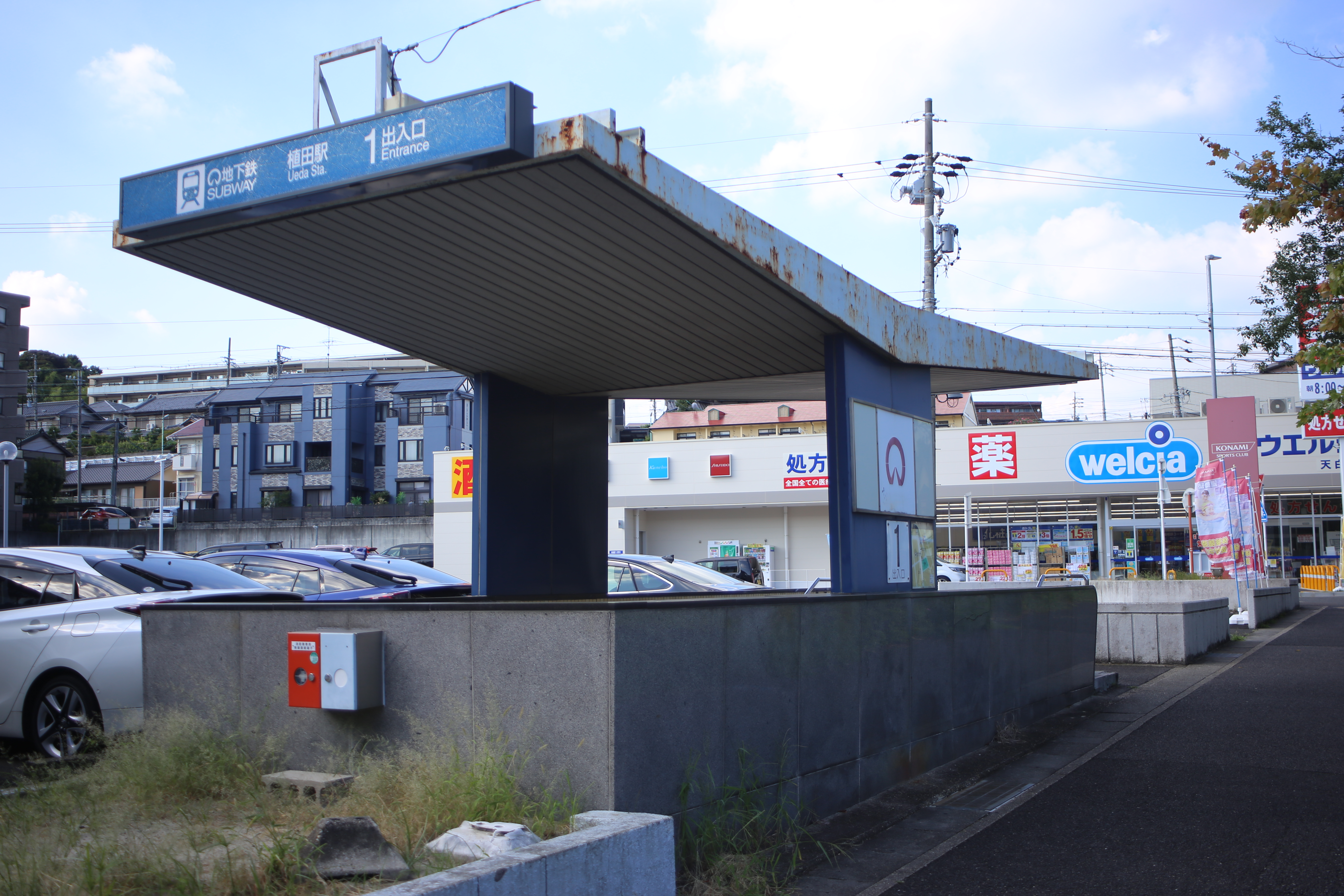
1號出入口（2022年8月）

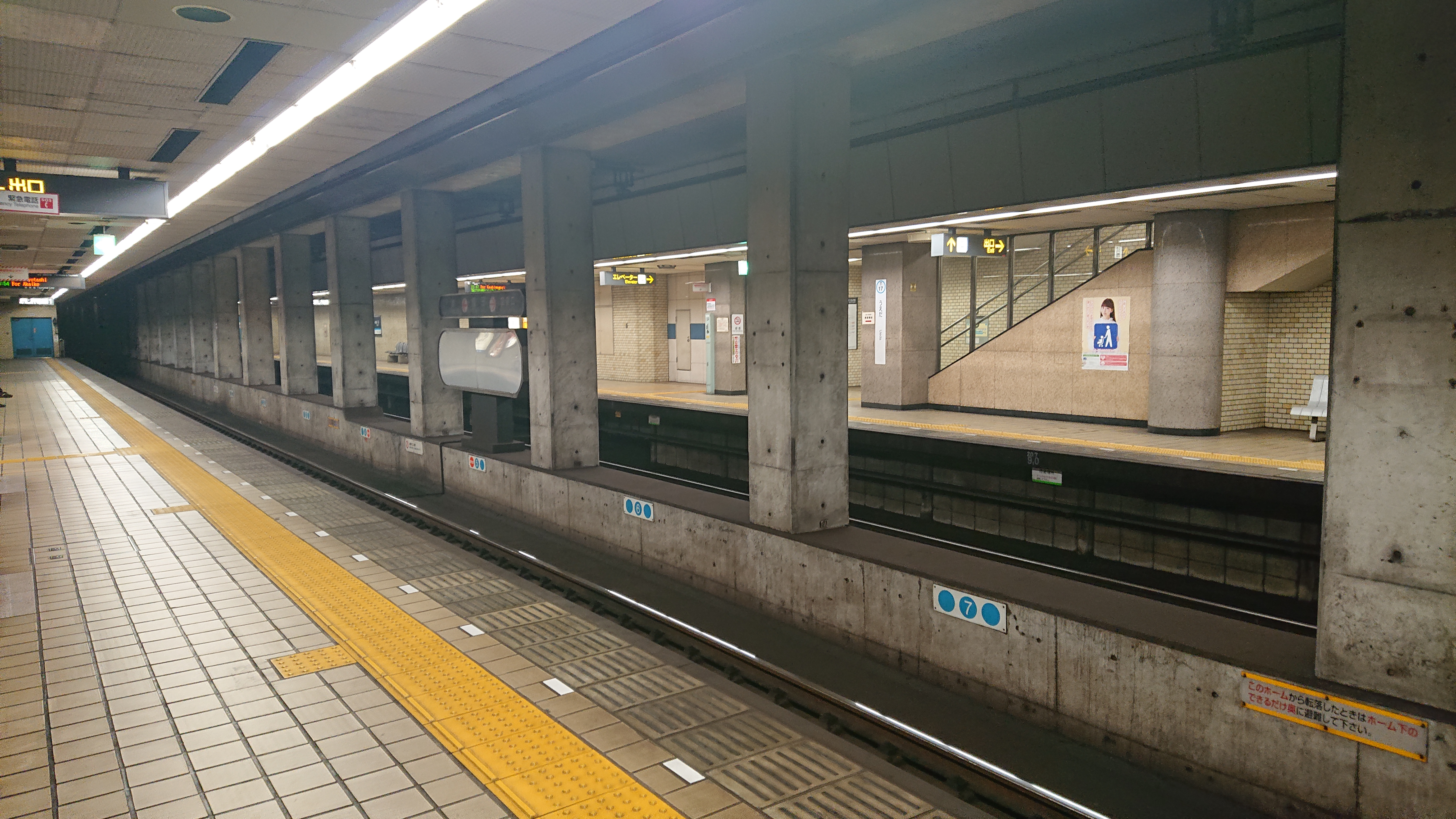
月台（2020年8月）

## 車站結構
為擁有2面2線側式月台之地下車站。共有3個出入口。

### 月台配置
| 月台 | 路線   | 目的地                   |
| ---- | ------ | ------------------------ |
| 1    | 鶴舞線 | 赤池、豐田市方向         |
| 2    | 鶴舞線 | 伏見、上小田井、犬山方向 |

## 相鄰車站
名古屋市營地下鐵
 鶴舞線
鹽釜口（T16）－植田（T17）－原（T18）

## 外部連結
- 植田 - 名古屋市交通局